# František Hejný
František Hejný (9. prosince 1911 Hranice – 29. srpna 1990 Brno) byl český advokát a poválečný politik. V roce 1954 byl v politickém procesu odsouzen k pětiletému trestu odnětí svobody, kde setrval do roku 1955, kdy byl propuštěn po amnestii prezidenta Zápotockého.

## Životopis
Hejný se narodil v prosinci 1911 jako syn úředníka Františka Hejného a Jany Hejné. V roce 1917 se jeho rodina přestěhovala do Brna, v němž poté navštěvoval obecnou školu. Po úspěšném absolvování brněnského Reálného gymnázia s vyznamenáním v roce 1930 začal téhož roku studovat na Právnické fakultě Masarykovy univerzity v Brně. 
Po úspěšném ukončení studia v lednu 1935 pracoval jako právní praktikant u krajského civilního soudu v Brně a jako advokátní koncipient. Později se stal právním úředníkem brněnské finanční prokuratury. V roce 1939 složil s velmi dobrým prospěchem advokátní zkoušku, u finanční prokuratury nicméně setrval až do roku 1947. 
Během druhé světové války se zapojil do protifašistického odboje. V roce 1946 se stal členem Česká strany národně sociální, členství ve straně nicméně ukončil krátce po únorovém převratu v roce 1948. Ke komunistické straně měl odmítavý postoj. Na jaře 1948 byl zatčen a na krátkou dobu poslán do tábora nucených prací.
V listopadu 1947 úspěšně požádal o zápis do seznamu advokátů. Od roku 1947 tak v Brně provozoval soukromou advokátní kancelář, která mu byla nicméně komunistickým režimem v roce 1950 zrušena. Od ledna 1952 byl členem první brněnské advokátní poradny, přičemž jako advokát působil i u Státního soudu v Brně.
V srpnu 1953 bylo jeho členství v brněnské advokátní kanceláři zrušeno kvůli zatčení jeho manželky z důvodu údajné protistátní činnosti. Sám byl poté opět zatčen v říjnu 1953. Krajský soud v Jihlavě jej v květnu 1954 odsoudil za neoznámení trestného činu, nadržování a přijetí úplatku k trestu odnětí svobody v délce čtyř let a šesti měsíců. Nejvyšší soud v Praze pak trest zpřísnil o dalších 6 měsíců. Propuštěn byl v květnu 1955 po amnestii vyhlášené československým prezidentem Antonínem Zápotockým. Po propuštění na svobodu mu nebylo umožněno pokračovat v profesi advokáta. V následujících letech pracoval nejdříve jako závozník, poté jako dělník a vrátný. V roce 1968 mu byl navrácen titul JUDr. Krátce poté tak začal pracovat jako podnikový právník v Krajském ústavu národního zdraví v Brně. Do exilu odejít nechtěl, dle jeho slov by nikdy nemohl být šťasten, kdyby se nemohl projít po Radhošti či po Brně. 
Přes 20 let byl starostou Slováckého krúžku v Brně, byl také členem Jednoty českých právníků a Kynologického spolku. Mezi jeho zájmy patřil šerm, tenis, lyžování, plavání a vodní sporty obecně. V březnu 1991 byl krátce po své smrti rozhodnutím Krajského soudu v Jihlavě a Nejvyššího soudu v Praze rehabilitován.